# Liz Cambage
Elizabeth Folake Cambage, detta Liz (Londra, 18 agosto 1991), è una cestista australiana, professionista nella WNBA.

## Carriera
È stata selezionata dalle Tulsa Shock al primo giro del Draft WNBA 2011 con la 2ª chiamata assoluta.
Con l'Australia ha disputato due edizioni dei Giochi olimpici (Londra 2012, Giochi olimpici di Rio de Janeiro 2016) e due dei Campionati mondiali (2010, 2018).

## Palmarès
- All-WNBA First Team (2018)
- All-WNBA Second Team (2019)
- WNBA All-Rookie First Team (2011)
- Migliore marcatrice WNBA (2018)
- FIBA World Cup All-Tournament Teams (2018)